# Axel Pons
Pour les articles homonymes, voir Pons.
Axel Pons Ramón est né le 19 avril 1991 à Barcelone. Il a d'abord été connu comme pilote de vitesse moto puis comme mannequin.

## Carrière professionnelle
Il pilote une Kalex dans le championnat du monde Moto2 en 2012. Il est le fils de Alfonso Sito Pons patron d'écurie et ancien pilote deux fois champion du monde.
Il met fin à sa carrière de pilote en 2017 après avoir disputé 146 Grands Prix. Cette décision pourrait s'expliquer en partie par le violent accident qu'il subit lors d'une course la même année. Il commence alors une carrière de mannequin, à laquelle il mettra vite un terme.

## Vie personnelle

### Adhésion à des théories complotistes
Il semble progressivement s'ouvrir à la spiritualité et partage ses réflexions sur ses réseaux sociaux. Il est en plein dans cette période de méditation lorsque la pandémie de Covid-19 se déclare en 2020. Il livre dans une longue vidéo témoignant de son faible bagage scientifique où il explique ne pas comprendre comment un virus peut exiger une distanciation sociale, il en déduit donc qu'il s'agit d'une tentative de contrôler la population afin de « nous séparer et d’éliminer le contact humain et de favoriser le contact entre l’homme et la technologie pour avoir plus de contrôle ». Il témoigne d'une forte croyance en la bonté de la nature, ce qui appuie également ses croyances complotistes puisqu'il assure que le virus n'est pas d'origine naturelle « puisque la nature nous aide dans notre croissance personnelle et nous favorise ».

### Spiritualité
Il continuera son parcours spirituel en passant par un monastère, puis un temple bouddhiste où il est entré en introspection.
Courant 2021, il se retire des réseaux sociaux et de la vie publique en général et prend la route à pied, équipé d'un seul sac à dos contenant le strict minimum, direction l'Inde. En passant par la Turquie, il passe du temps dans une mosquée dont l'imam le rebaptise Isaac. En juillet 2023, son père Sito Pons le rejoint en Macédoine du Nord et partage le voyage de son fils pendant quelques jours, dont il soutient la démarche et la philosophie.
Loin des réseaux, l'ancien pilote aurait pu continuer son périple inaperçu, mais c'était sans compter les vidéos qui ont commencé à essaimer l'été 2024, où réapparaît sur internet, filmé et interviewé au Pakistan par des habitants. Il se fait maintenant appeler Isaac, dit être né en Espagne mais venir d'un petit peu de partout dans le monde, il marche pieds nus, son appartenance au Monde plutôt qu'à un seul pays lui semble très importante. Il apparaît accompagné parfois de 2 autres personnes qu'il a rencontrées lors de son voyage et qui se promènent avec lui désormais.
Ce changement radical de vie, Isaac l'explique par son envie ou plutôt le besoin qu'il a ressenti d'avoir un mode de vie beaucoup plus lent : « J'ai commencé à devenir de plus en plus lent, jusqu'à ce que je commence à parcourir le monde lentement, en appréciant les détails de la vie ».
Il reçoit un accueil chaleureux en Asie du Sud, ce qui peut s'expliquer par le fait que le parcours d'Axel Pons est perçu comme une démarche d'humilité, de simplicité et de détachement matériel ; des qualités hautement valorisées dans les traditions spirituelles locales. Son pèlerinage pieds nus y suscite respect et admiration, et sa quête spirituelle ainsi que celle de ses comparses font l'objet de nombreuses vidéos et interview où ils et elles y détaillent leurs philosophie.

## Résultats

### Par saison
| Saison | Catégorie | Moto       | Course | Victoire | Podium | Pôle | Record du tour | Points | Classement final |
| ------ | --------- | ---------- | ------ | -------- | ------ | ---- | -------------- | ------ | ---------------- |
| 2008   | 125 cm³   | Aprilia    | 3      | 0        | 0      | 0    | 0              | 0      | NC               |
| 2009   | 250 cm³   | Aprilia    | 16     | 0        | 0      | 0    | 0              | 3      | 26e              |
| 2010   | Moto2     | Pons Kalex | 14     | 0        | 0      | 0    | 0              | 7      | 33e              |
| 2011   | Moto2     | Pons Kalex | 12     | 0        | 0      | 0    | 0              | 1      | 32e              |
| 2012   | Moto2     | Kalex      | 9      | 0        | 0      | 0    | 0              | 0*     | NC*              |
| Total  |           |            | 54     | 0        | 0      | 0    | 0              | 11     |                  |

- * Saison en cours.